# Église Saint-Luc d'Anderlecht
L’église Saint-Luc (en néerlandais : Sint-Lukaskerk) est un édifice religieux catholique sis au 614 de la chaussée de Mons, à Anderlecht (Bruxelles). Le bâtiment est en alignement parfait avec les autres sur la chaussée et ne ressemble en rien à ce que l’on appelle habituellement ‘église’. 
Église paroissiale, Saint-Luc fait partie de l’Unité pastorale d’Anderlecht de l’archidiocèse de Malines-Bruxelles.
La façade de ce bâtiment ordinaire construit en 1961 révèle cependant son identité comme lieu de culte. Le nom de l’église, dans les deux langues nationales y est écrit à travers la façade en très grands caractères : ‘’Sint-Lukas, Saint-Luc’’. Sur le côté gauche une effigie du saint évangéliste et une simple croix fixée au mur, tout en s'en détachant et s'élevant au-delà du toit, rappellent la fonction religieuse de ce bâtiment.

## Patrimoine
- La statue de la Vierge-Marie (1962) est œuvre de l'artiste Harry Elstrøm